# Bualapha
Bualapha hay Boualapha (tiếng Lào: ເມືອງບົວລະພາ) là một muang (mường, huyện) thuộc tỉnh Khammuane ở Trung Lào .